# Mandy Meyer
Mandy Meyer (Saskatchewan, 29 agosto 1960) è un chitarrista svizzero principalmente noto per aver fatto parte di gruppi come Gotthard, Asia e Krokus. Ha inoltre suonato per i Cobra, gruppo di cui faceva parte anche Jimi Jamison (futuro cantante dei Survivor). Meyer è attualmente il chitarrista degli Unisonic.

## Biografia
Mandy Meyer è nato in Saskatchewan da padre svizzero e madre canadese. Ha trascorso i primi tre anni della sua vita in Canada, prima di trasferirsi in Svizzera con il padre in seguito al divorzio dei suoi genitori. Meyer ha dunque passato la sua adolescenza a Küssnacht, condividendo la casa con i nonni paterni.
Nel 1982, fonda i Cobra, ma il gruppo si scioglie dopo aver pubblicato l'album di debutto, First Strike, a causa dell'abbandono del cantante Jimi Jamison chiamato nei Survivor. Meyer si unisce poi agli Asia, con cui incide solo un album, Astra nel 1985. Successivamente collabora con gli svizzeri Gotthard, dapprima come turnista durante il tour promozionale dell'album G. e nel live acustico D-Frosted, successivamente invece (a partire dal 1998) come membro ufficiale. Con i Gotthard registra tre album di successo come Open, Homerun e Human Zoo, prima di lasciare la band ad inizio 2004. Poco dopo si unisce ai Krokus (con cui suona fino al 2013) e forma insieme a Dennis Ward e Kosta Zafiriou (dai Pink Cream 69), con Michael Kiske (ex-Helloween) e Kai Hansen (Gamma Ray / ex-Helloween) la band chiamata Unisonic.

## Discografia

### Cobra
- 1983 - First Strike

### Asia
- 1985 - Astra

### Katmandu
- 1991 - Katmandu

### Gotthard
- 1997 - D-Frosted
- 1999 - Open
- 2001 - Homerun
- 2003 - Human Zoo

### Krokus
- 2006 - Hellraiser
- 2013 - Dirty Dynamite

### Unisonic
- 2012 - Ignition
- 2012 - Unisonic
- 2014 - For the Kingdom
- 2014 - Light of Dawn
- 2017 - Live in Wacken